# Xerox Network Systems
Xerox Network Systems (XNS) war ein Netzwerkprotokoll, das in den 1980er Jahren entwickelt wurde. Es bot Funktionen und Eigenschaften, um eine effiziente und zuverlässige Kommunikation in Computernetzwerken zu ermöglichen. Obwohl es letztendlich nicht den Erfolg von TCP/IP erreichte, bleibt XNS ein wichtiger Meilenstein in der Geschichte der Netzwerktechnologie und hat den Weg für weitere Fortschritte geebnet.

## Entwicklung und Bedeutung
In den 1980er Jahren entwickelte die Xerox Corporation das Netzwerkprotokoll Xerox Network Systems. Ursprünglich für den Einsatz in Xerox-eigenen Computernetzwerken konzipiert, hatte das Netzwerkprotokoll das Potenzial, ein bedeutendes Protokoll in der Netzwerktechnologie zu werden. Es bot innovative Funktionen und zeigte vielversprechende Eigenschaften, die die Netzwerkkommunikation verbessern konnten.
Obwohl XNS vielversprechende Funktionen und Eigenschaften aufwies, konnte es sich letztendlich nicht als dominierendes Netzwerkprotokoll durchsetzen. In den 1990er Jahren erlangte das Transmission Control Protocol/Internet Protocol (TCP/IP) weltweite Akzeptanz und wurde zum Standardprotokoll für das Internet.
Heutzutage ist XNS weitgehend in den Hintergrund getreten und wird nur noch selten verwendet. Die meisten modernen Netzwerke basieren auf dem TCP/IP-Protokoll, das die Grundlage für das Internet bildet. Dennoch kann XNS in einigen Legacy-Systemen und spezialisierten Umgebungen noch vorhanden sein, in denen es aus Kompatibilitäts- oder historischen Gründen weiterhin genutzt wird.

## Funktionsweise

### Aufbau und Struktur
XNS umfasste mehrere Protokolle, darunter das Internet Datagram Protocol (IDP) für die Netzwerkschicht und das Internet Stream Protocol (ISP) für die Transportschicht. Diese beiden Protokolle bildeten das Grundgerüst von XNS und ermöglichten die effiziente Übertragung von Datenpaketen in einem Netzwerk.

### Internet Datagramm Protocol (IDP)
IDP war für die Verwaltung der Netzwerkschicht zuständig. Es unterstützte die Paketvermittlung und das Routing von Datenpaketen in einem XNS-Netzwerk. Eine bemerkenswerte Eigenschaft von IDP war die Verwendung von 32-Bit-Netzwerkadressen, die eine größere Adressierungsflexibilität boten.

### Internet Stream Protocol (ISP)
ISP war das Transportschichtprotokoll von XNS und ermöglichte die zuverlässige und effiziente Übertragung von Datenströmen zwischen verschiedenen Endpunkten im Netzwerk. Es stellte Funktionen wie Fehlererkennung und -korrektur sowie das Verbindungsmanagement bereit.

## Merkmale
XNS zeichnete sich durch einige innovative Merkmale aus, die es von anderen Netzwerkprotokollen seiner Zeit unterschieden:

### 32-Bit-Netzwerkadressen
Eine der herausragenden Eigenschaften war die Verwendung von 32-Bit-Netzwerkadressen. Diese längeren Adressen ermöglichten eine größere Flexibilität bei der Adressierung von Geräten und Ressourcen im Netzwerk.

### Grundlegende Funktionen
Es bot Mechanismen zur Fragmentierung von Datenpaketen, um den effizienten Transport großer Datenmengen zu ermöglichen. Es implementierte auch Fehlererkennungs- und Fehlerkorrekturmechanismen, um die Integrität der übertragenen Daten zu gewährleisten.

### Effizienz und Zuverlässigkeit
Das Netzwerkprotokoll wurde entwickelt, um eine effiziente und zuverlässige Kommunikation in Computernetzwerken zu ermöglichen. Durch Optimierungen in der Datenübertragung und dem Verbindungsaufbau konnten hohe Übertragungsgeschwindigkeiten und eine robuste Netzwerkleistung erreicht werden.

## Anwendungen

### Druck- und Dateiserver, E-Mail-Systeme und verteilte Dateisysteme
Unternehmen nutzten XNS für die Bereitstellung von Druck- und Dateiservern, um den gemeinsamen Zugriff auf Ressourcen in Netzwerken zu ermöglichen. Darüber hinaus wurden E-Mail-Systeme und verteilte Dateisysteme auf der Grundlage von XNS entwickelt.
XNS Mail war eine E-Mail-Lösung auf Basis des XNS-Protokolls. Das E-Mail-System wurde speziell für XNS-Netzwerke entwickelt und bot die Möglichkeit zum Senden, Empfangen und Verwalten von E-Mails.

### Einsatzmöglichkeiten in Unternehmen und spezialisierten Umgebungen
XNS fand insbesondere in Unternehmen Anwendung, die eine zuverlässige und effiziente Netzwerkinfrastruktur benötigten. Es bot Möglichkeiten für die Bereitstellung verschiedener Netzwerkdienste und ermöglichte die Kommunikation und den Datenaustausch zwischen verschiedenen Geräten und Benutzern.

## Zusammenhang mit Port 52
Port 52 wird vom Xerox Network Services Clearinghouse Protocol verwendet. Das Clearinghouse Protocol ist ein Teil des XNS-Frameworks und dient dazu, Informationen über Dienste und Ressourcen in einem XNS-Netzwerk bereitzustellen. Der Port 52 wird typischerweise für den Zugriff auf den Clearinghouse-Dienst verwendet, der Informationen über verfügbare XNS-Dienste und deren Standorte bereitstellt.
Darüber hinaus kann Port 52 auch von anderen Diensten und Anwendungen verwendet werden, die nicht direkt mit XNS in Verbindung stehen.

### Beispiele

#### Lightweight Directory Access Protocol (LDAP)
LDAP ist ein Protokoll zur Verwaltung und Abfrage von Verzeichnisdiensten. Port 52 kann für den LDAP-Server verwendet werden, der Verbindungen von LDAP-Clients entgegennimmt.

#### Cisco Systems Management
Port 52 kann auch für bestimmte Management- und Konfigurationsdienste von Cisco-Netzwerkgeräten verwendet werden, z. B. für den Cisco Device Manager oder den Cisco Security Device Manager.

#### Andere benutzerdefinierte oder proprietäre Anwendungen
In einigen Fällen können Entwickler oder Organisationen Port 52 für spezifische Anwendungen oder Dienste verwenden, die nicht standardisiert sind. Dies könnte auf benutzerdefinierte Protokolle oder proprietäre Implementierungen zurückzuführen sein.
Die Verwendung von Port 52 für diese Dienste und Anwendungen ist nicht standardisiert und von der jeweiligen Konfiguration und Implementierung abhängig. Es wird empfohlen, die Dokumentation und Konfiguration der spezifischen Anwendungen oder Dienste zu überprüfen, um genaue Informationen zur Verwendung von Port 52 zu erhalten.